# Valentina (telenovela venezolana)
Valentina es una telenovela venezolana realizada por la cadena RCTV, en el año de 1975. Original de la exitosa escritora cubana Inés Rodena, fue protagonizada por Marina Baura y Raúl Amundaray, con la participación de Carlos Márquez, Marisela Berti, Zulay García y Fernando Ortega.

## Trama
Valentina Montiel es una muchacha hermosa, sencilla y honesta, recogida por caridad por la poderosa familia de Don Fernando, él es un hombre arruinado y muy enfermo,  padre de cuatro hijos (Fernando, Amparo, Lidia y Freddy) que son unos completos vagos irresponsables, también es padre de una niña a la que llaman Nenita. A Don Fernando le queda menos de un mes de vida y comprende que a su muerte, sus hijos van a quedar desamparados, pues aunque él les ha seguido complaciendo todos sus caprichos de niños ricos, la verdad es que desde hace mucho tiempo viven en la ruina, el dinero que queda en el banco es muy poco. Don Fernando desesperado ante el terrible futuro que les espera a sus hijos, le pide a Valentina que se case con él para que administre los pocos bienes que quedan. Ella se niega y él se lo ruega, por lo que Valentina sacrificada acepta casarse con el moribundo patriarca, a pesar de amar con locura al hijo mayor de éste, Fernando, quién está comprometido en matrimonio con Magali, una bellísima y frívola muchacha hija mayor de otra gran acaudalada familia. Marcos, antiguo socio de Don Fernando, tiene una fuerte rivalidad y odio hacia su familia, odio que Carmen, su esposa, se ha encargado de fomentar. Ellos se oponen a que su hija Magali mantenga una relación con Fernando, pero ella, por su carácter caprichoso, se aferra aún más a este amor. William, el hermano de Magali, se encapricha con Valentina, él es un joven cínico y quiere conquistarla a como de lugar. Don Fernando y Valentina se casan en secreto y cuando es leído el testamento, todos los hijos de Don Fernando se quedan de una pieza cuando Valentina es nombrada como heredera universal. Todos la desprecian y la acusan de trepadora, incluso Fernando. Valentina les anuncia que están arruinados y no le creen, piensan que ella se quiere robar la inmensa fortuna. Una de las hermanas de Fernando; la pérfida y odiosa Amparo, convence al joven de enamorar a la tonta de Valentina para quitarle la fortuna que ella "les robó". Amparo odia a Valentina porque Willy está enamorado de la humilde recogida y no de ella que lo ama desde siempre. Valentina tendrá que vivir un infierno, pero ella sucumbe ante las falsas palabras de amor de Fernando, quien se debate entre el odio y el amor que siente por Valentina. Valentina, no es huérfana como todos creen, ella es realmente la hija de Hilda, la hermana demente de Marcos, y dueña de toda la fortuna de la familia. Inesperadamente a mitad de la telenovela, Valentina muere víctima de un tumor cerebral y aparece una hermana gemela totalmente desconocida llamada Sonia, quién es una malandra de barrio. Sonia entra a la mansión y se enamora de Fernando; la joven barriotera se refina y en las noches, se hace pasar por su hermana Valentina y todos creen que ella no está muerta. Finalmente, se descubre el enredo y el amor de Sonia y Fernando triunfa y tienen un final feliz. Fin.

## Elenco
- Marina Baura - Valentina Montiel Belmonte / Sonia Gamez
- Raúl Amundaray - Fernando Belmonte Del Moral
- Amalia Pérez Díaz - Carmen de Zambrano
- Edmundo Valdemar - Marcos Zambrano
- Tomás Henríquez  - Manogacho
- Carlos Márquez - Don Fernando Belmonte Del Moral
- Mayra Alejandra  - Mayrita
- Pierina España - Miranda Zamora
- Cecilia Villareal - Magaly Zambrano
- Jorge Palacios - Willy Zambrano
- Marisela Berti - Amparo Belmonte Del Moral
- Fernando Ortega - Freddy Belmonte Del Moral
- Marita Capote - Elenita
- Susana Henríquez - Nenita
- Helianta Cruz - Martha Vargas
- Liliana Durán  - Valeria Aspillaga "Tundra"
- Zulay García -  Lidia Belmonte Del Moral
- María Escalona  - Verónica Toledo
- Chony Fuentes - Lady
- Violeta González
- Mahuampi Acosta - Trini
- María Teresa Acosta - Felisa
- Rita Larry
- Dalia Marino
- Agustina Martín - Tía Hilda
- Alejandro Mata - Padre Alirio
- Hugo Carregal - Silvestre
- Héctor Mayerston
- María Medina
- María de los Ángeles Medrano - Carmiña
- Aurora Mendoza
- Elena Naranjo
- Isabel Padilla
- Irma Palmieri  - Hermana Melania
- Jean Polanco - Comisario Polanco
- Santiago Ríos
- Javier Soler Sequera
- Jean Carlo Simancas - Eduardo Lacoste
- Lolita Álvarez - Elena Lacoste
- Elisa Stella - La Gata
- Gastón Tuset - Ángel
- Humberto Tancredi - Jeremías
- Laura Zerra - Madre Directora
- Carmen Victoria Pérez - Vilma
- Rosario Prieto
- Marta Olivo - Raquel
- Pablo Gil
- Nancy Soto - Sor Melania
- Rafael Vallenilla - Mayordomo

## Versiones
Valentina ha sido una de las telenovelas de Inés Rodena más versionada:
- Rebeca, telenovela fallida realizada por RCTV en el año de 1985, protagonizada por Tatiana Capote y Franklin Virgüez.

- Alma mía, telenovela realizada por RCTV en el año de 1988, y protagonizada por Carlos Montilla, Nohely Arteaga y Astrid Carolina Herrera.

- Cuando hay pasión, telenovela realizada por Venevisión en el año de 1999, protagonizada por Fedra López, Jorge Reyes y Roxana Díaz. Tuvo muchos cambios en la trama para evitar demandas de RCTV.

- La intrusa, telenovela realizada por Televisa, en el año de 2001 y protagonizada por Gabriela Spanic, Arturo Peniche y Dominika Paleta.